# Regroupement des femmes québécoises
 (novembre 2023).
La mise en forme du texte ne suit pas les recommandations de Wikipédia : il faut le « wikifier ».
Les points d'amélioration suivants sont les cas les plus fréquents. Le détail des points à revoir est peut-être précisé sur la page de discussion.
- Les titres sont pré-formatés par le logiciel. Ils ne sont ni en capitales, ni en gras.
- Le texte ne doit pas être écrit en capitales (les noms de famille non plus), ni en gras, ni en italique, ni en « petit »…
- Le gras n'est utilisé que pour surligner le titre de l'article dans l'introduction, une seule fois.
- L'italique est rarement utilisé : mots en langue étrangère, titres d'œuvres, noms de bateaux, etc.
- Les citations ne sont pas en italique mais en corps de texte normal. Elles sont entourées par des guillemets français : « et ».
- Les listes à puces sont à éviter, des paragraphes rédigés étant largement préférés. Les tableaux sont à réserver à la présentation de données structurées (résultats, etc.).
- Les appels de note de bas de page (petits chiffres en exposant, introduits par l'outil «  Source ») sont à placer entre la fin de phrase et le point final[comme ça].
- Les liens internes (vers d'autres articles de Wikipédia) sont à choisir avec parcimonie. Créez des liens vers des articles approfondissant le sujet. Les termes génériques sans rapport avec le sujet sont à éviter, ainsi que les répétitions de liens vers un même terme.
- Les liens externes sont à placer uniquement dans une section « Liens externes », à la fin de l'article. Ces liens sont à choisir avec parcimonie suivant les règles définies. Si un lien sert de source à l'article, son insertion dans le texte est à faire par les notes de bas de page.
- La présentation des références doit suivre les conventions bibliographiques. Il est recommandé d'utiliser les modèles {{Ouvrage}}, {{Chapitre}}, {{Article}}, {{Lien web}} et/ou {{Bibliographie}}. Le mode d'édition visuel peut mettre en forme automatiquement les références.
- Insérer une infobox (cadre d'informations à droite) n'est pas obligatoire pour parachever la mise en page.

Pour une aide détaillée, merci de consulter Aide:Wikification.
Si vous pensez que ces points ont été résolus, vous pouvez retirer ce bandeau et améliorer la mise en forme d'un autre article.
 (novembre 2023).
Le Regroupement des femmes québécoises fut fondé à Montréal en décembre 1976 par Andrée Lavigne-Péloquin, Denise Lavigne et Andrée Yanacopoulo. Le regroupement qui fut actif entre 1976 et 1981 était considéré comme un mouvement politique de masse féministe ayant comme objectif la lutte contre l’oppression faite aux femmes.

## Structure et fonctionnement
Le regroupement avait comme objectif principal de modifier les structures sociales de la société actuelle, afin de créer une société plus juste et égalitaire où les rapports homme/femme seraient différents et où les femmes seraient considérées comme des individus à part entière, sans être dépendantes d’un homme. Le regroupement souhaitait être un mouvement autonome, autogéré et autofinancé. Les trois fondatrices de l’organisation voulaient se séparer des structures habituelles de gestion et plutôt opter pour un modèle visant l’interdépendance entre les différents comités. L’autorité décisionnelle du regroupement était l’assemblée générale, suivie du comité de coordination qui veillait à la formation des différents comités permanents et ad hoc, ainsi qu’à l’exécution des décisions prises en assemblée. Malgré son désir de poser des actions politiques, le RFQ désirait se détacher de quelconque entité politique.

## Implication politique du regroupement
Ayant été actif dans une période où le référendum pour la souveraineté du Québec était à l’avant-plan, le regroupement a fait de la question de l’indépendance le vecteur de ses revendications. À travers l’indépendance du Québec, ses membres voyaient le moyen d’arriver à une société québécoise égalitaire et de mettre fin à l’oppression des femmes. Bien qu’elles se considèrent indépendantistes, ces femmes ne prônaitent la souveraineté du Québec uniquement que si celle-ci prenait en considération leurs revendications féministes. Des liens entre les luttes féministes et nationalistes étaient présents dans le regroupement ainsi que d’autres organisations féministes québécoises. L’un des objectifs du regroupement était d’impliquer les femmes dans la politique, afin que la lutte pour la souveraineté ne se fasse pas sans les femmes. Tel que le mentionne Diane Lamoureux dans son article Nationalisme et Féminisme : Impasse et Coïncidences, « Pas de libération des femmes sans Québec libre, pas de Québec libre sans libération des femmes ».
Malgré son nationalisme, le regroupement n’adhérait pas nécessairement à la vision du Parti Québécois. Des disparités d’opinion étaient donc présentes parmi les membres du regroupement des femmes québécoises. Certaines des femmes ne soutenaient l’indépendance que si elle était féministe, alors que d’autres voyaient la lutte pour l’indépendance comme prioritaire. Quelques membres du regroupement, dont l’une des fondatrices Andrée Lavigne-Péloquin, se sont impliquées au PQ, mais ont quitté le parti en raison de leur mécontentement envers la place laissée à la question féministe. Le PQ s’était doté d'un comité national de la condition féminine pour inclure les demandes des féministes dans leur projet. Toutefois ce dernier n’atteignait pas les standards en termes d’égalité de genre réclamés par le RFQ, entre autres au sujet de l’éducation et de la famille. Lors du référendum de 1980, une partie des membres du RFQ ont opté pour la stratégie de l’annulation de leur vote en votant « femme » plutôt que de voter oui ou non, puisqu'elles ne croyaient pas que la souveraineté allait répondre à leur objectif principal de lutter contre les multiples oppressions faites aux femmes. Cette tactique politique créa des tensions à l'intérieur même des membres du regroupement et mena au déclin du RFQ qui était alors divisé entre indépendantistes et féministes radicales. 

## Organisation d'un tribunal contre le viol
En 1978, lors de son premier congrès, le RFQ avait déjà énoncé son désir de former un tribunal populaire pour dénoncer les violences sexuelles envers les femmes et d’en publiciser les causes et les effets concrets. La première séance du tribunal populaire contre le viol, eut lieu le 5 juin 1979 dans le Tritorium du cégep du Vieux Montréal. On y présenta donc, en présence d’environ 750 femmes, des témoignages de plusieurs femmes victimes de viol et d’agression sexuelle, ainsi que la projection du film Mourir à tue-tête d’Anne-Claire Poirier. Il fut aussi mis de l’avant des propositions d’actions concrètes pouvant être menées par les groupes féministes et même par toutes les femmes du Québec. Certaines de ces actions étaient plutôt traditionnelles tandis que d’autres étaient plus radicales ou même « théâtrales ». Andrée Yanacopoulo, dans son livre Le Regroupement des femmes québécoises publié en 2003, fait la liste de quelques-unes de ces propositions :
- « Redéfinir le viol tel qu’il est vécu par les femmes dans leur vie quotidienne (le viol quotidien comprenant la publicité sexiste et la pornographie) ».
  - « Réagir spontanément et immédiatement à toutes formes d’agressions quotidiennes pour être capable de s’affirmer et de vaincre ses peurs (agressions telles que se faire siffler, se faire insulter, se faire accrocher les seins, se faire pincer les fesses, etc.) »
- « Dénoncer les systèmes hospitalier, policier et judiciaire, qui sont des institutions qui perpétuent le viol, l’humiliation et la victimisation »
- « Suivre un procès pour viol en dénonçant publiquement et à mesure ce qui s’y passe »
- « Supermanifestation pour s’approprier la rue »
- « Commandos pour peinturer les sex-shops et autres endroits semblables »
- « Liste noire de violeurs distribuée aux médias et affichée dans les endroits publics »

Somme toute, la tenue de ce tribunal fut considérée comme une réussite par Andrée Yanacopoulo puisqu’il représente une première action contre les violences sexuelles faites aux femmes organisées par une organisation féministe au Québec. De plus, il a permis non seulement de mettre de l’avant les témoignages directs de victimes, mais aussi de dénoncer les lacunes majeures et l’inaction des organes gouvernementaux et judiciaires dans le traitement des violences faites aux femmes. 

#### Sources primaires
- Le quotidien du Saguenay - Lac-St-Jean, 1978-06-14, Collections de BAnQ https://numerique.banq.qc.ca/patrimoine/details/52327/4218671?docsearchtext=Regroupement%20des%20femmes%20québécoises
- Le quotidien du Saguenay - Lac-St-Jean, 1978-02-15, Collections de BAnQ https://numerique.banq.qc.ca/patrimoine/details/52327/4218392?docsearchtext=Regroupement%20des%20femmes%20québécoises